# 諾布爾鎮區 (北達科他州卡斯縣)
諾布爾鎮區（英語：Noble Township）是位於美國北達科他州卡斯縣的一個鎮區。

## 地方資料
諾布爾鎮區的面積為81.33平方千米，皆為陸地。根據2020年美國人口普查的數據，當地共有人口82人，而人口密度為每平方千米1.01人。